# Trogloneta yuensis
Espèce
Synonymes
- Phricotelus yangxiong Lin & Li, 2024

Trogloneta yuensis est une espèce d'araignées aranéomorphes de la famille des Mysmenidae.

## Distribution
Cette espèce est endémique de Chine. Elle se rencontre à Chongqing et au Hunan.

## Description
Le mâle holotype mesure 1,01 mm.

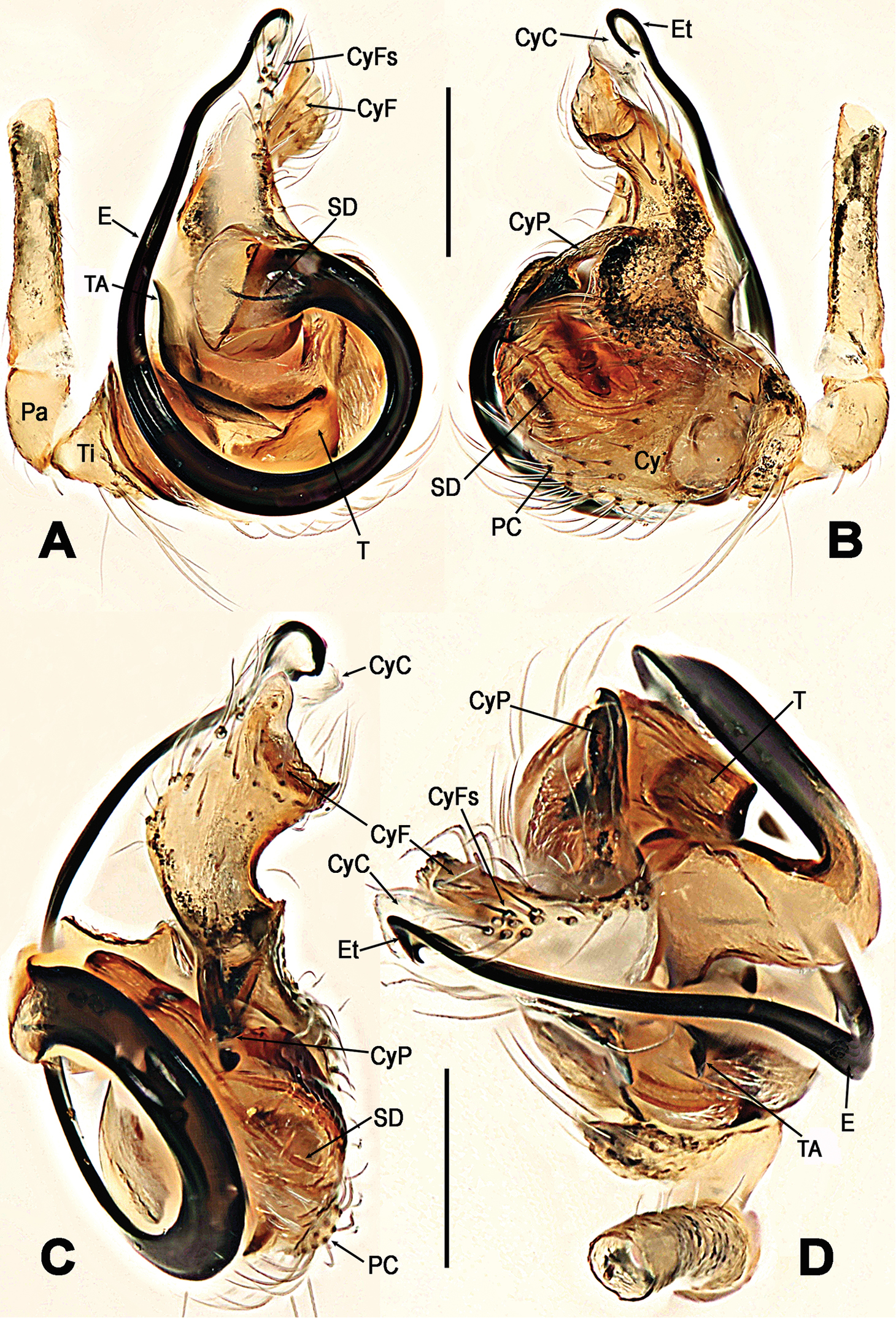
Trogloneta yuensis palpe

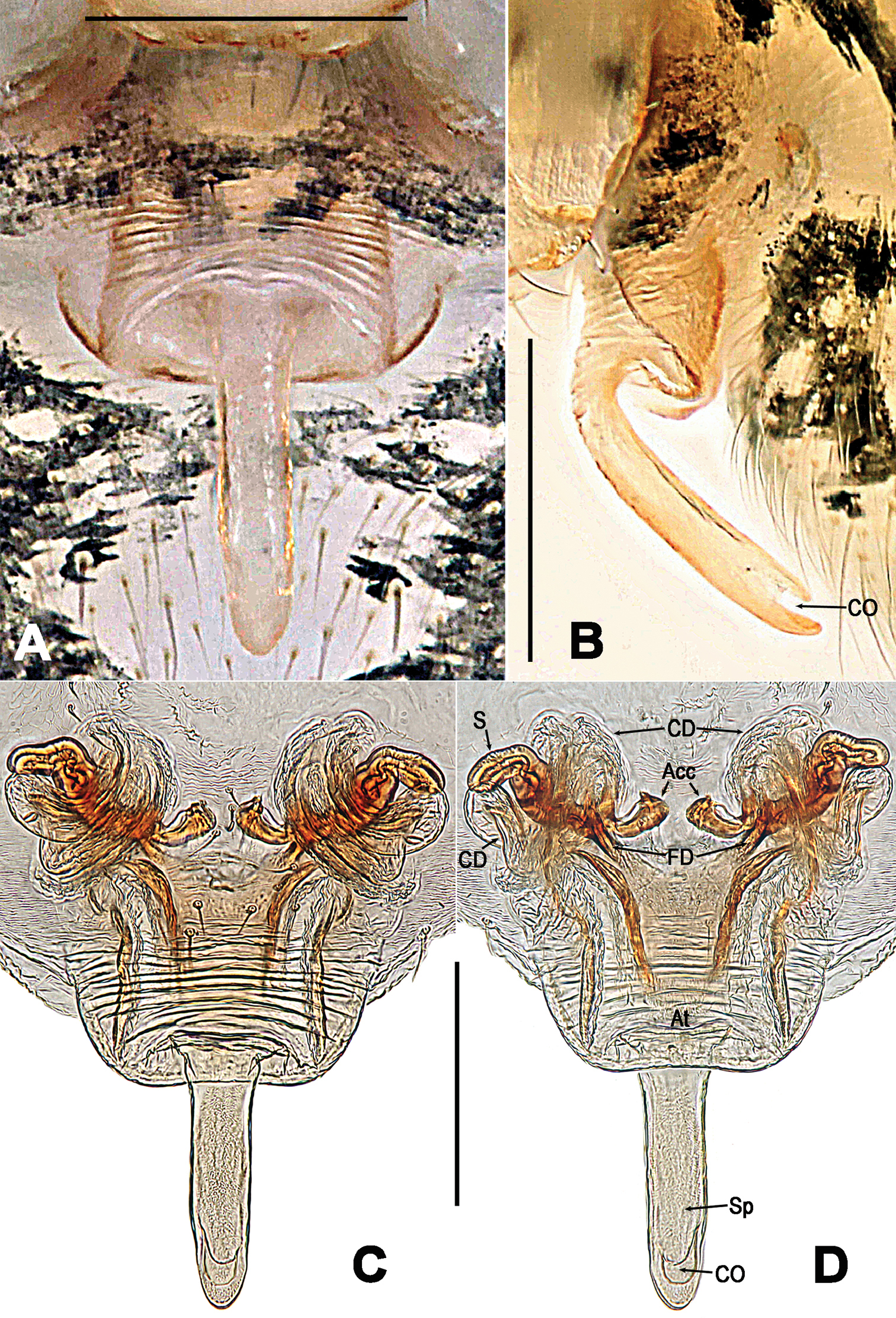
Trogloneta yuensis épigyne

Le mâle décrit par  en mesure 1,08 mm et la femelle 1,32 mm.

## Systématique et taxinomie
Cette espèce a été décrite par Lin et Li en 2013.
Phricotelus yangxiong a été placée en synonymie par Wang et Lin en 2024.

## Étymologie
Son nom d'espèce, composé de yu et du suffixe latin -ensis, « qui vit dans, qui habite », lui a été donné en référence au lieu de sa découverte, Yu ou Chongqing.

## Publication originale
- Lin & Li, 2013 : « Two new species of the genera Mysmena and Trogloneta (Mysmenidae, Araneae) from southwestern China. » ZooKeys, no 303, p. 33-51 (texte intégral).